# Gap junction

Schema di una gap junction

Le gap junction, dette anche giunzioni gap, giunzioni comunicanti o nexus,  sono un tipo di giunzione cellulare (in particolare sono giunzioni elettrico-metaboliche), cioè una connessione tra diverse cellule che avviene fra le cellule di alcune specie animali, permettendo uno scambio informazionale.  Esse sono formate da due unità chiamate connessoni, formate a loro volta da proteine specifiche dette connessine (in numero di sei per subunità). In queste zone lo spazio si restringe fino ad arrivare a 2-4 nm per permettere gli scambi di metaboliti (quali AMP ciclico, ione calcio, urea, acqua) e quindi l'accoppiamento elettrico. È importante ricordare che queste giunzioni possono andare incontro a regolazione a feedback da parte del calcio per prevenire eventuali danni alle cellule adiacenti elettricamente accoppiate.
È presente nel tessuto muscolare cardiaco, nel tessuto muscolare liscio e nel tessuto osseo (permettono la formazione di strati epiteliodi tra gli osteoblasti).
Le gap junction sono proprie degli assoni di molluschi e artropodi.